# Wisła Kopydło
Wisła Kopydło – przystanek kolejowy w Wiśle, w województwie śląskim, w Polsce. Znajduje się w Wiśle-Kopydle, na linii z Goleszowa do Wisły Głębiec, na wysokości 499 m n.p.m.

## Ruch pasażerski
| Rok  | Wymiana pasażerska na dobę |
| ---- | -------------------------- |
| 2017 | 10-19                      |
| 2022 | 10-19                      |

## Historia
W 1980 roku powstał społeczny komitet budowy przystanku. Obiekt został otwarty dopiero w lipcu 1990 roku. Przystanek składa się z jednego peronu o długości 117 metrów. Do przystanku została doprowadzona wąska asfaltowa droga oraz wykuto tunel pod nasypem. Po uruchomieniu pociągów przez Koleje Śląskie w czerwcu 2012 roku zadecydowano o likwidacji postoju pociągów na przystanku aż do nowego rozkładu w grudniu tego roku. Od grudnia 2012 roku przystanek jest wykorzystywany na linii S6 spółki Koleje Śląskie.